# Diamantoidi
I diamantoidi, noti anche col nome di nanodiamanti o adamantani condensati, sono molecole di dimensione nanometrica, con una struttura tridimensionale simile al diamante. Il significato del termine è leggermente diverso in ambito chimico e nanotecnologico.

## Chimica
Nella chimica classica, con il termine diamantoidi ci si riferisce ad un gruppo di policicloalcani dove lo scheletro di carbonio forma una struttura a gabbia identica a quella del diamante. Il più semplice di questi composti è l'adamantano (C10H16), che possiede la più piccola struttura a gabbia analoga al reticolo cristallino del diamante. I diamantoidi possono contenere una o più gabbie di adamantano fuse tra loro (diamantano, triamantano e poliamantani superiori) o essere varianti di struttura o di isomeria di adamantani e poliamantani. Queste specie sono interessanti come molecole simili alla struttura cubica del diamante, ma a differenza del diamante terminano con legami C–H.
I diamantoidi sono presenti in natura nei giacimenti petroliferi, dai quali sono state estratte e purificate molecole con più di una dozzina di gabbie di adamantano, ottenendone grossi cristalli. Il cicloesamantano può essere considerato un diamante di dimensioni nanometriche con una massa di circa 5,6 x 10−22 g.

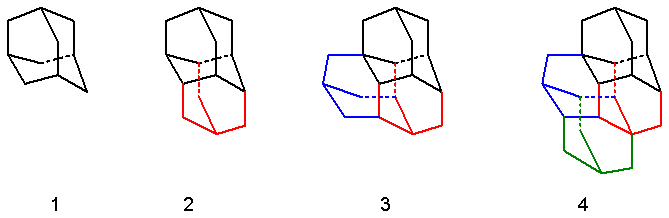
Esempi di strutture di diamantoidi: 1 adamantano, 2 diamantano, 3 triamantano, 4 un isomero del tetramantano

Gli omologhi dell'adamantano costituiscono una serie omologa di policicloalcani con formula generale empirica C4n+6H4n+12 = CmHm+6 ( n = numero di unità di formula di adamantano; m = numero di atomi di carbonio nella molecola).
Esempi di diamantani:
- n = 1 → Adamantano (C10H16)
- n = 1,5 → Iceano (C12H18)
- n = 2 → BC-8 (C14H20)
- n = 2 → Diamantano (C14H20) o diadamantano, due gabbie fuse attraverso una faccia
- n = 3 → Triamantano (C18H24), o triadamantano. Il diamantano ha quattro facce identiche ove poter ancorare un'ulteriore unità C4H4
- n = 4 → Isotetramantano (C22H28). Il triamantano ha otto facce per poter connettere una nuova unità C4H4, e ne risultano quattro isomeri possibili. Uno di questi isomeri possiede una torsione elicoidale e quindi è prochirale. Gli enantiomeri P e M sono stati separati.
- n = 5 → Pentamantano (C26H32). Con questa formula esistono 9 isomeri; esiste poi un ulteriore pentaamantano di formula C25H30
- n = 6 → Super-adamantano (C30H36)

Oltre n = 5 la formula generale non è più valida, perché ci sono strutture con particolare disposizione degli atomi che abbisognano di meno atomi rispetto alla formula prevista. Un esempio è il cicloesamantano (C26H30), dove le sei unità di adamantano sono disposte in cerchio e sono sufficienti meno atomi.

## Nanotecnologia
Nel contesto della nanotecnologia, i diamantoidi sono strutture analoghe al diamante in senso lato: strutture dure, rigide, contenenti un reticolo tridimensionale compatto di legami covalenti, formati principalmente da atomi del secondo e terzo periodo, con valenza di tre o più. Esempi di diamantoidi includono diamante, zaffiro e altre strutture rigide simili al diamante, ma ottenute per sostituzione degli atomi di carbonio con atomi di azoto, ossigeno, silicio, zolfo e altri.